# Budva
Budva (kyrillisch Будва, italienisch Budua) ist eine Stadt in der gleichnamigen Gemeinde Montenegros mit ca. 13.000 Einwohnern. Es ist einer der ältesten Orte an der Adria, nach alter Mythologie vor über 2500 Jahren von Kadmos, dem Sohn des griechisch-phönizischen Königs Agenor gegründet. Die Stadt wurde 1979 bei einem Erdbeben fast völlig zerstört, aber originalgetreu wieder aufgebaut. Budva ist heute vor allem ein touristischer Badeort.

## Geschichte
Die Stadt wurde erstmals im 4. Jahrhundert v. Chr. als illyrische Siedlung erwähnt, war davor seit dem 10. Jahrhundert v. Chr. eine griechische Kolonie und kam im 2. Jahrhundert v. Chr. unter römische Herrschaft.
1186 wurde die Stadt vom serbischen König Stefan Nemanja seinem Reich angegliedert, ab 1442 gehörte sie zur Republik Venedig. Im 16. Jahrhundert wurde die Stadt von Osmanen angegriffen und geplündert. Nach dem Niedergang Venedigs wurde Budva österreichisch und blieb es bis zum Ersten Weltkrieg. Nur 1813 stand die Stadt für ein Jahr unter montenegrinischer Herrschaft. Das bereits längere Zeit verwaiste römisch-katholische Bistum wurde 1828 aufgehoben.
Von 1918 bis 2003 gehörte Budva zu Jugoslawien. Während des Zweiten Weltkriegs besetzten Deutsche und Italiener die Stadt. Sie bildete in dieser Zeit ein Zentrum der jugoslawischen Partisanenbewegung, welche sie 1944 befreite.

## Geographie
Der von einer alten Stadtmauer umgebene historische Stadtkern (Stari grad), überwiegend aus venezianischer Bautätigkeit, ist heute durch eine Sandbank mit dem Festland verbunden. In früherer Zeit lag er auf einer küstennahen Insel, durch angeschwemmte Sedimente verlor sie jedoch ihre isolierte Lage. In einer ähnlichen Küstensituation befindet sich der südöstlich liegende Ort Sveti Stefan. Durch die Meeresbrandung in der Region wird eine stetige Verlagerung erheblicher Massen von Geröll und Sand verursacht. Die der Stadt vorgelagerte Insel Sveti Nikola liegt langgestreckt in der Bucht und besitzt eine zackige Kontur.

## Bevölkerung
Zur Volkszählung von 2011 hatte die Stadt Budva 13.338 Einwohner, von denen sich 6847 (51,33 %) als Montenegriner und 4779 (35,83 %) als Serben bezeichneten. Daneben leben in der Stadt noch weitere kleinere Bevölkerungsgruppen, die bedeutendsten von ihnen Russen und Kroaten.

## Sehenswürdigkeiten

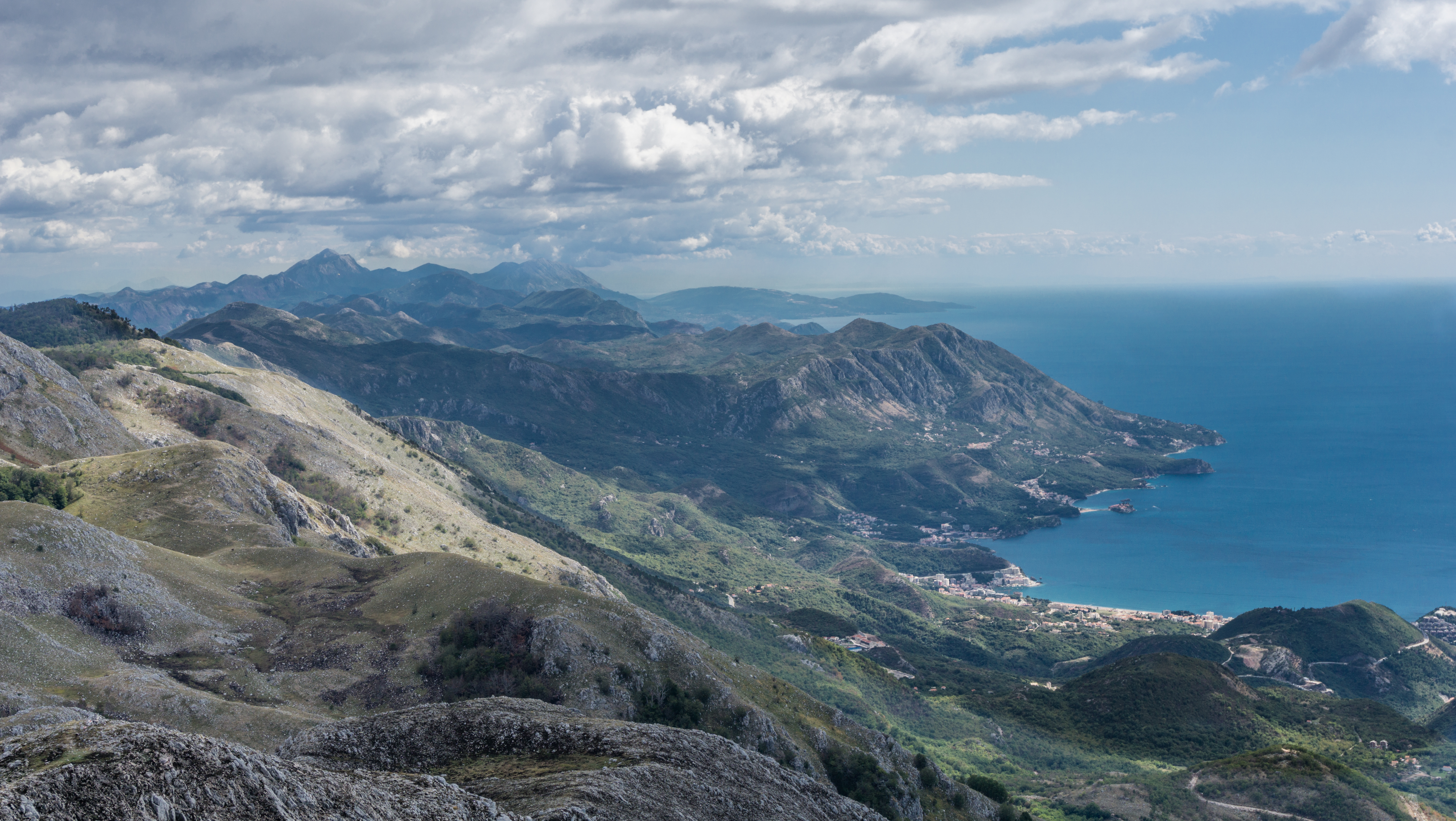
Adriaküste um Budva vom Lovćen-Gebirge aus

Die Altstadt ist von einer mittelalterlichen Stadtmauer umgeben und steht unter Denkmalschutz. Durch das Erdbeben am 15. April 1979 wurden die meisten Bauten der Altstadt beschädigt oder vollständig zerstört und nach Plänen aus österreichischen Archiven Stein für Stein im venezianischen Stil rekonstruiert.
Zwei der bedeutendsten Bauwerke Budvas sind die dreischiffige Kirche des Heiligen Johannes des Täufers aus dem 9. Jahrhundert und die orthodoxe Kirche der Heiligen Dreifaltigkeit aus dem Jahre 1806. Eine weitere orthodoxe Kirche befindet sich auf dem Gelände des Klosters Podmaine, welches sich am Stadtrand befindet.
Westlich der Stadt befindet sich am Fuß des Berges Spas die 1860 von Österreichern errichtete Festung Mogren. Die Festung Kosmač, ebenfalls von Österreich-Ungarn in den 1840er Jahren gebaut, liegt an der Straße von Budva nach Cetinje. Es war die südlichste Festung des Habsburgerreiches. Ebenso findet man einige Klöster mit kulturhistorischer Bedeutung.
Die Bucht von Budva wird außerdem von der kleinen Insel Sveti Nikola (unter der Bevölkerung auch Havaj genannt, abgeleitet von Hawaii) begrenzt. Sie ist die größte Insel Montenegros und war früher über eine Landzunge zu Fuß begehbar. Heute ist sie bis auf den Leuchtturmwärter unbewohnt, jedoch im Sommer mit Booten erreichbar.

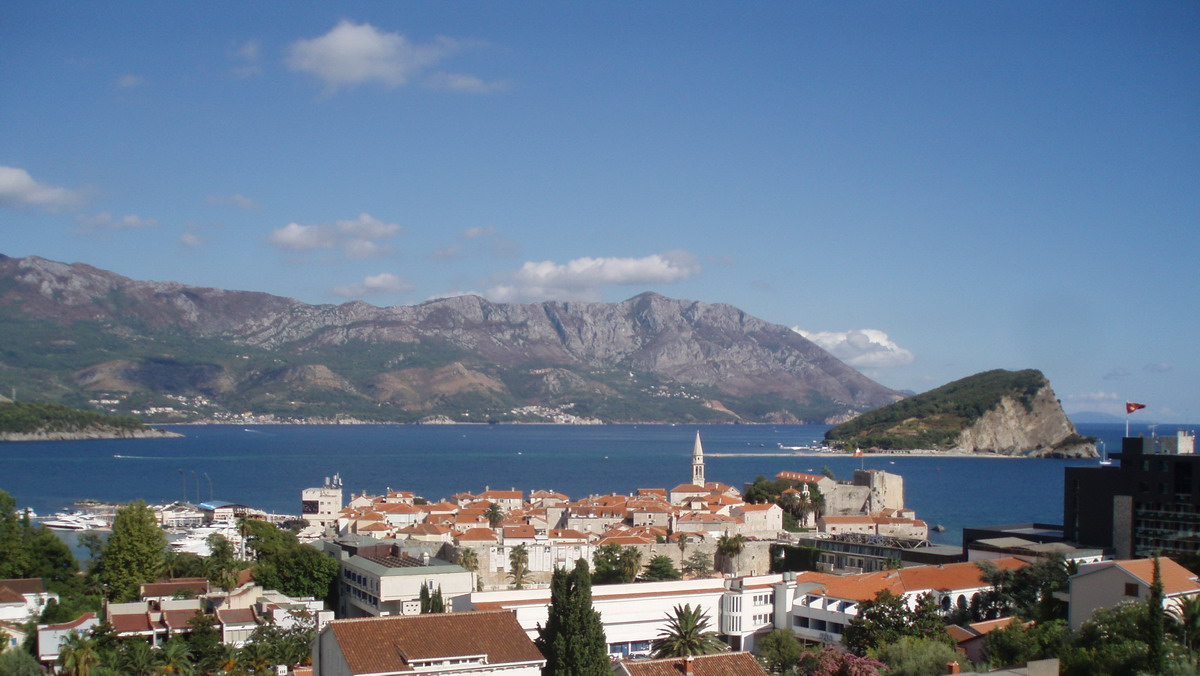
Blick von Gospostina
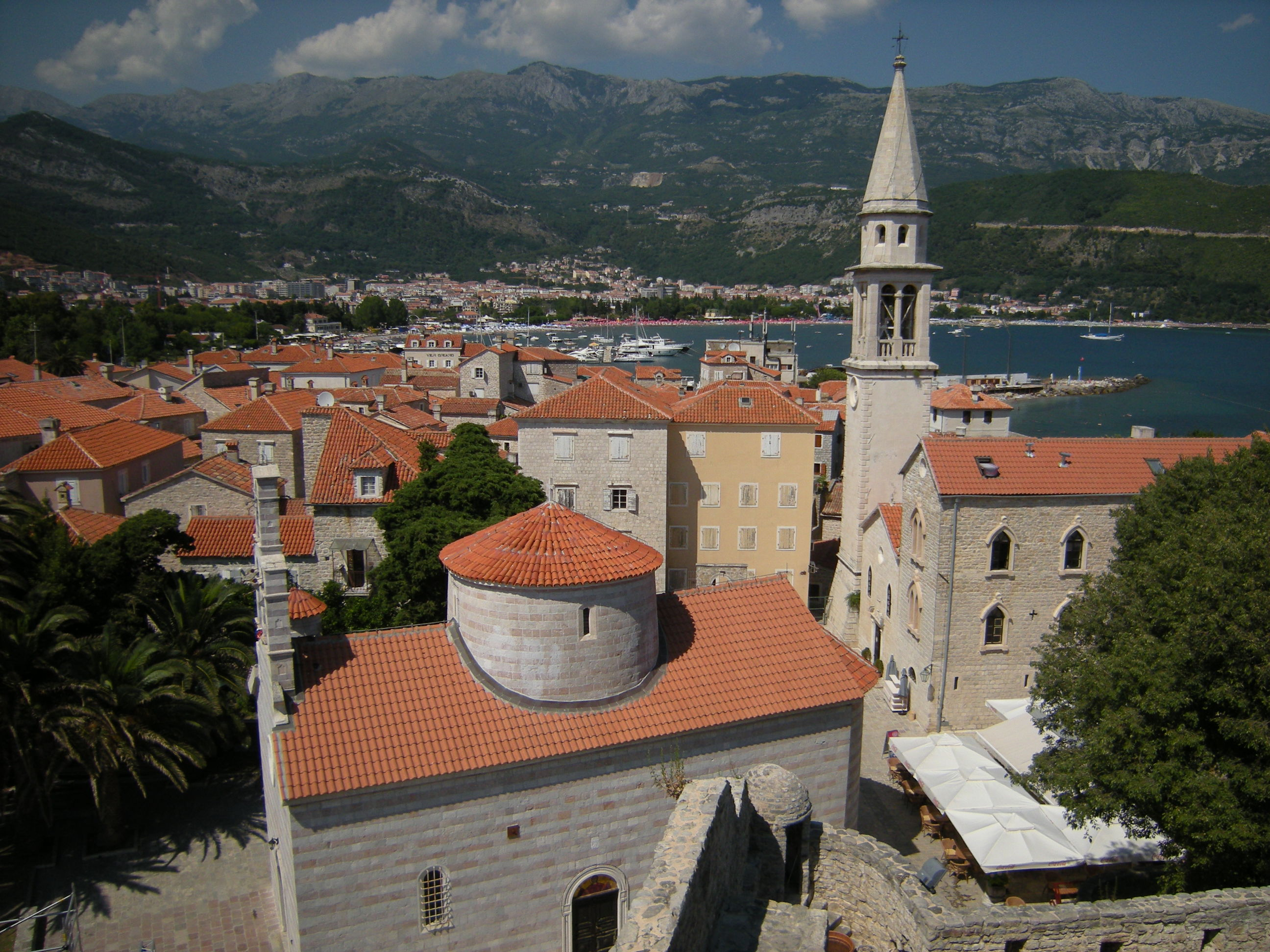
Kirche der Heiligen Dreifaltigkeit (vorne, orthodox) und des Heiligen Johannes des Täufers (hinten, katholisch) mit Altstadt
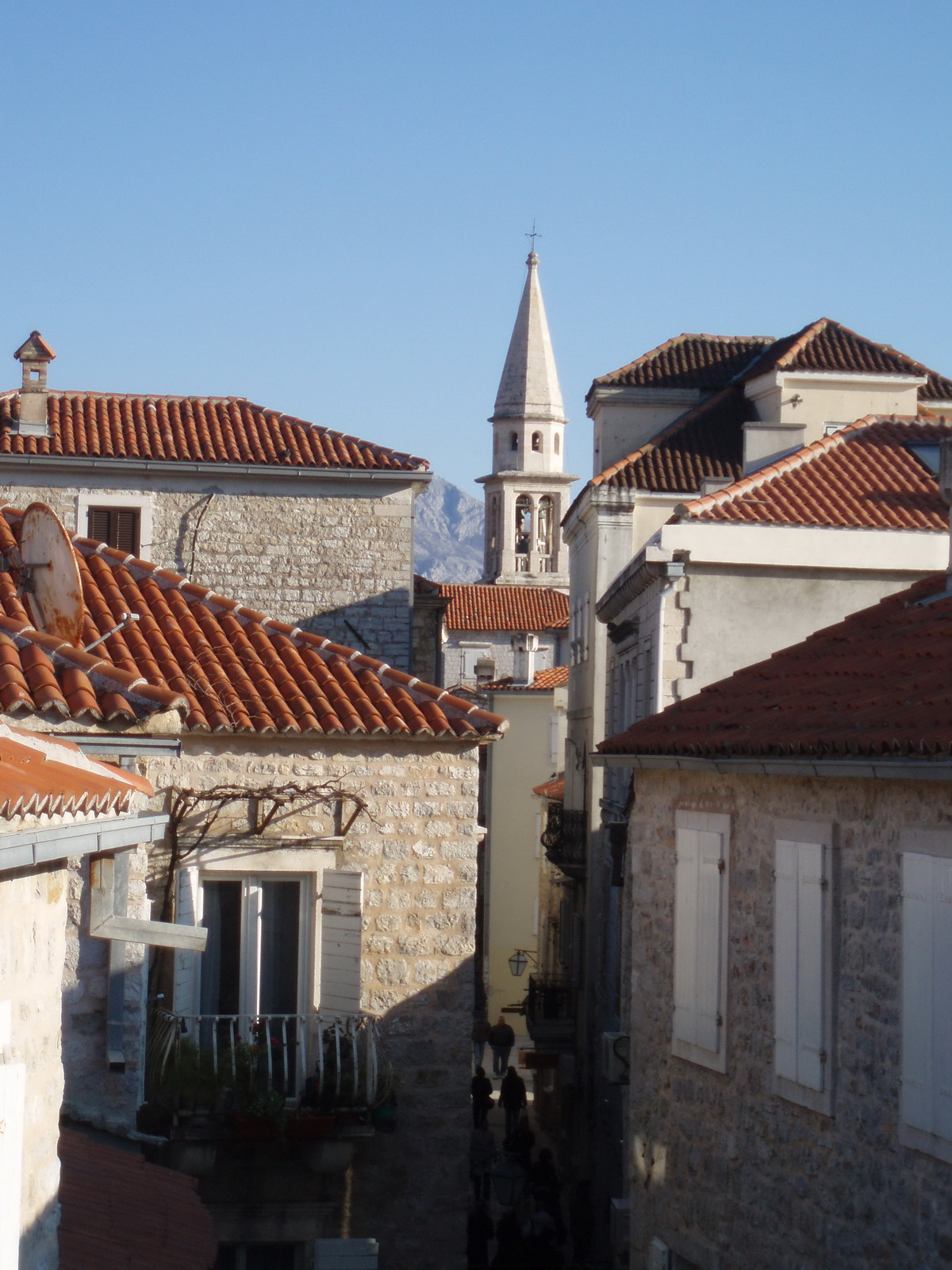
Blick von der Stadtmauer
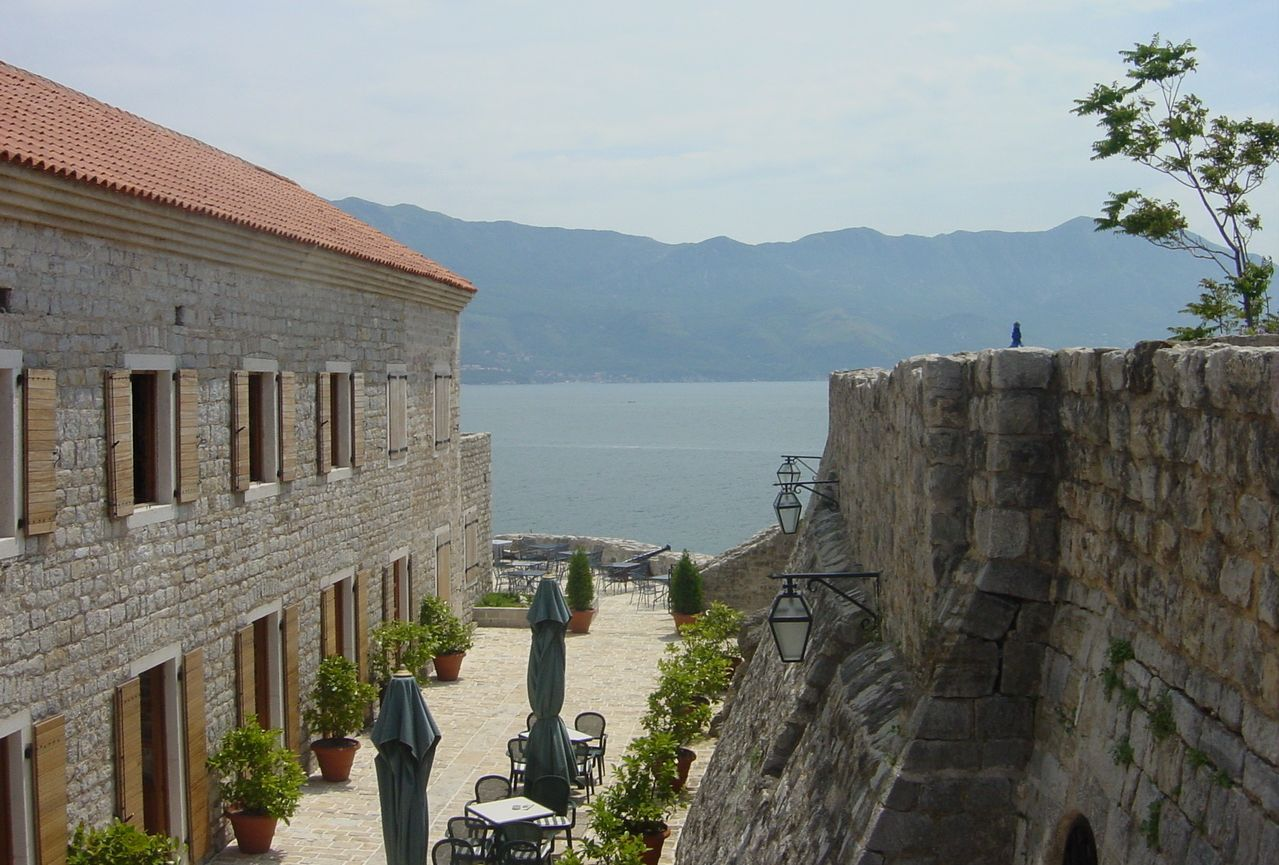
Kastell
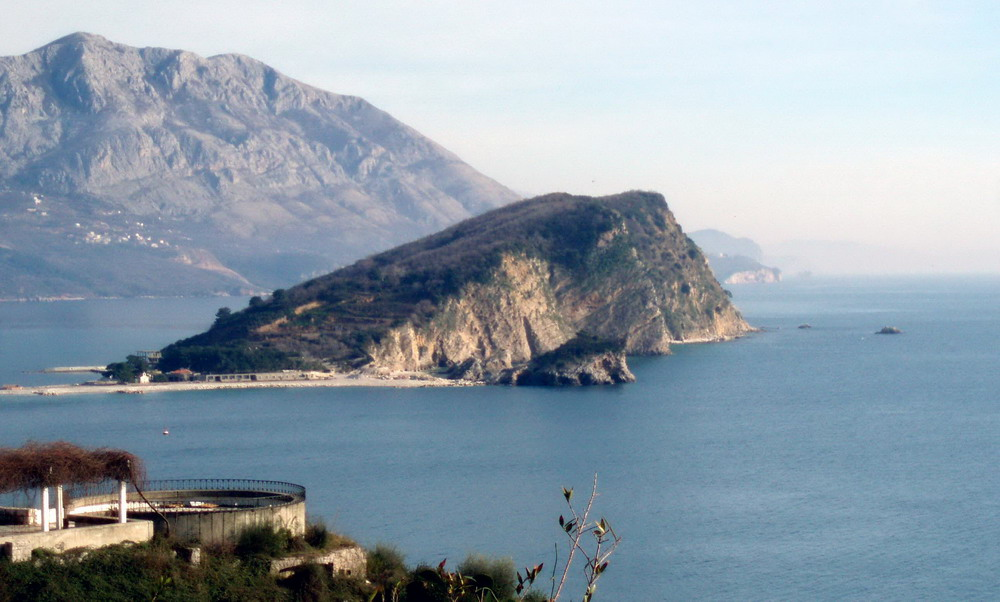
Die Bucht von Budva und die Insel Sveti Nikola („Havai“)

## Partnerstädte
- Novi Sad, Serbien
- Velika Plana, Serbien

## Persönlichkeiten
- Luka Đorđević (* 1994), Fußballspieler